# Lauritzenia elongata
Lauritzenia elongata är en kvalsterart som först beskrevs av Lee och Shepherd 1990.  Lauritzenia elongata ingår i släktet Lauritzenia och familjen Haplozetidae. Inga underarter finns listade i Catalogue of Life.